# Táu Tây Song Bản Nạp
Vatica guangxiensis là một loài thực vật thuộc họ Dipterocarpaceae. Đây là loài đặc hữu của Trung Quốc. Chúng hiện đang bị đe dọa vì mất môi trường sống.